# Federico Caricasulo
Federico Caricasulo (Ravenna, 6 april 1996) is een Italiaans motorcoureur.

## Carrière
Caricasulo begon zijn motorsportcarrière op negenjarige leeftijd in het Italiaanse Minimoto-kampioenschap. In 2007 stapte hij over naar het Italiaanse kampioenschap, waarin hij op een Honda reed. In 2012 kwam hij uit in het Italiaanse Moto3-kampioenschap. Hij behaalde hierin twee top 10-finishes, maar kwam niet in aanmerking voor punten. In 2013 reed hij op een Honda en een Yamaha in het Italiaanse Superstock 600-kampioenschap, waarin hij twintigste werd.
In 2014 stapte Caricasulo over naar het Italiaans kampioenschap supersport, waar hij op een Honda kampioen werd. Ook reed hij het volledige seizoen van het European Superstock 600 Championship op een Honda. Hij behaalde drie podiumfinishes op het Misano World Circuit Marco Simoncelli, het Autódromo Internacional do Algarve en het Circuito Permanente de Jerez. Met 66 punten werd hij vijfde in de eindstand. Tevens debuteerde hij dat jaar in de Moto2-klasse van het wereldkampioenschap wegrace op een TSR tijdens de Grand Prix van San Marino als eenmalige vervanger van de geblesseerde Tetsuta Nagashima en eindigde de race op plaats 28.
In 2015 bleef Caricasulo actief in het European Superstock 600 Championship op een Honda. Hij behaalde twee podiumplaatsen op het Motorland Aragón en een op Portimão, voordat hij op Misano zijn eerste race won. Hij moest de laatste twee races van het seizoen echter missen vanwege een blessure, waardoor hij met 86 punten derde werd in de eindstand achter Toprak Razgatlıoğlu en Michael Ruben Rinaldi. Verder reed hij dat jaar in drie races van de Moto2-klasse van het WK wegrace op een Kalex als vervanger van de geblesseerde Franco Morbidelli. Een 26e plaats in de eerste race in Groot-Brittannië was zijn beste resultaat in deze races.
In 2016 debuteerde Caricasulo in het wereldkampioenschap Supersport op een Honda. In zijn eerste race op het Phillip Island Grand Prix Circuit werd hij direct tweede, maar in de rest van het seizoen kwam hij niet meer op het podium terecht. Met 75 punten werd hij negende in de eindstand. In 2017 maakte hij binnen het kampioenschap de overstap naar een Yamaha. Hij won twee races op het Chang International Circuit en op Jerez en stond daarnaast op Misano en het Circuit Magny-Cours op het podium. Met 118 punten werd hij vijfde in het klassement.
In 2018 bleef Caricasulo actief in het WK Supersport op een Yamaha. Hij won een race op Misano en behaalde daarnaast podiumfinishes op Chang, Aragón, het Autodromo Enzo e Dino Ferrari, Portimão en het Losail International Circuit. Met 143 punten werd hij opnieuw vijfde in de eindstand. In 2019 won hij drie races op het TT-Circuit Assen, Jerez en Portimão en behaalde hij daarnaast zes andere podiumplaatsen. Met 207 punten werd hij tweede in het eindklassement op slechts zes punten achterstand van zijn teamgenoot Randy Krummenacher.
In 2020 debuteerde Caricasulo in het wereldkampioenschap superbike op een Yamaha. Hij kende een redelijk debuutseizoen waarin een vijftal negende plaatsen zijn beste resultaten waren. Met 58 punten werd hij veertiende in het klassement.
In 2021 keert Caricasulo terug in het WK Supersport op een Yamaha.